# 6667 Sannaimura
6667 Sannaimura (1994 EK2) là một tiểu hành tinh vành đai chính được phát hiện ngày 14 tháng 3 năm 1994 bởi Yoshio Kushida và Osamu Muramatsu ở đài thiên văn Nam Yatsugatake.